# Ojos Así
«Ojos Así» (с исп. — «Глаза как те») — пятый сингл колумбийской певицы Шакиры из её второго студийного альбома Dónde Están los Ladrones? (1998), выпущенный 23 июля 1999 года.
Песня достигла #9 и #22 в американских чартах Billboard Latin Pop Songs и Hot Latin Songs. Трек достиг вершины румынского синглового чарта, а на других европейских территориях показал умеренные результаты.
Шакира исполняла песню в шести из семи её туров, проведённых на сегодняшний день.

## Список композиций
CD single
1. «Ojos Así» (Album version) — 3:57
2. «Ojos Así» (Thunder Mix Radio Edit) — 3:52
3. «Ojos Así» (Thunder Mix) — 10:15
4. «Ojos Así» (Desert Mix) — 9:31
5. «Ojos Así» (Mirage Mix) — 5:34

Colombia Maxi-single
1. «Ojos Así» (Thunder Mix) — 10:15
2. «Ojos Así» (Thunder Mix Radio Edit) — 3:52
3. «Ojos Así» (Desert Mix) — 9:31
4. «Ojos Así» (Mirage Mix) — 5:34

## Награды
Шакира выиграла Латинскую Грэмми в категории «Лучшее женское вокальное поп-исполнение» с «Ojos Así» в 2000 году.

## Чарты
| Чарт (1999—2000)                            | Высшая позиция |
| ------------------------------------------- | -------------- |
| США (Billboard Hot Latin Songs)             | 22             |
| США (Billboard Latin Pop Airplay)           | 9              |
| Чарт (2003)                                 | Высшая позиция |
| Европа (Billboard European Hot 100 Singles) | 45             |
| Бельгия/Фландрия (Ultratop 50)              | 29             |
| Бельгия/Валлония (Ultratop 50)              | 16             |
| Нидерланды (Dutch Top 40)                   | 27             |
| Франция (SNEP)                              | 15             |
| Швейцария (Schweizer Hitparade)             | 33             |